# 杉田庄一
杉田庄一（1924年7月1日—1945年4月15日）是太平洋戰爭期間大日本帝國海軍的戰鬥機飞行员。新潟縣東頸城郡安塚村出身。生存時階級為上等飛行兵曹，最終階級是海軍少尉。
其主要操縱零式艦上戰鬥機與局地戰鬥機「紫電改」，而被人廣為談及的是其敵機擊墜有傳為100架以上。富有人望，其愛稱為「杉先生（杉さん）」，在電影「零戰燃燒（零戦燃ゆ）」中為戲中人物濱田正一飛行員的原形而廣為人知。

## 年少時期
杉田年少時和他好友水島國夫同報考海軍航空學校，當時訓練非常艱苦，他們兩產生逃兵的心。一晚晚歸擔心被罵於是逃兵，但是在路上遇到一位長官（下川上尉），帶他們去看日本新戰機——零戰，之後，打消了逃兵之念，決定撐過去，但水島沒通過，被派任地勤。杉田結業後，開導他們的長官因試飛失敗而墜機身亡。

## 加入飛行行列
杉田擊落敵機有B-29、P-38、P-40、F4F等。但是他的戰友一一戰死。

## 海軍甲事件
1943年4月18日，連合艦隊司令長官山本五十六搭乘一式陸攻赴前線視察，杉田擔任六架護衛戰鬥機其中一架的飛行員（一番隊三番機），由於密碼遭到美軍破譯，於早上7:33分在布幹維爾島上空遭到了美軍十六架P-38戰鬥機的伏擊，交戰開始兩分鐘後，長官機遭到擊落。
在六架倖存的護衛戰鬥機回到拉包爾後收到了緘口令，不過當晚杉田就向同室的同僚告知了自己對山本長官的護衛失敗使其遭到擊墜。之後當時擔任護衛機任務的六人連日不斷的接受出擊的命令，山本長官被击毙後的兩個半月裡六人之中就有四人戰死，一人失去右手掌再也無法飛行，而杉田本人則在下列事故中身受重傷。

## 死裡逃生
1943年8月26日，杉田的零戰被敵機擊中發動機起火，他跳傘逃生撿回一命，但全身被燒傷無法再飛，回國後在家修養，打算康復後再飛，但他的長官小福田皓文不斷為他爭取當教官訓練飛行員，而水島也故意把飛機損壞不讓他飛。

## 杉田之死
1945年4月15日午後三時左右，源田實司令接收到敵機接近的報告後命令杉田等人出擊，杉田駕駛編號343-A-11的戰機與另一架僚機一同在跑道上開始滑行，此時美軍的F4U海盜戰機從杉田機的背後上空接近，源田此時下達了中止起飛的命令，不過杉田機無視旗號就這樣起飛了，在升空數十公尺後杉田機從後方遭到了美機的機炮攻擊。吐出了大團黑煙之後，杉田機就這樣墜落在基地的跑道尾端起火燃燒，杉田當場身亡、僚機也遭遇了相同的命運一同戰死。
杉田死後，公佈其擊落數高達70架，重創數40架，追封少尉。8月日本投降，整理零戰時，小福田和水島特地留一架零戰點燃燒毀。